# KFVS TV Mast
KFVS TV Mast, także Raycom America Tower Cape Girardeau – wieża telewizyjna położona w hrabstwie Cape Girardeau w amerykańskim stanie Missouri mierząca 511,1 m wysokości (486,156 bez anteny), w latach 1960–1962 najwyższa konstrukcja na świecie. Umiejscowiona jest na szczycie wysokiego na 246,8 m n.p.m. wzgórza kilkanaście kilometrów na północ od Cape Girardeau. Z wieży transmitowany jest sygnał telewizji docierający do stanów Missouri, Kentucky, Illinois, Tennessee i Arkansas.
W momencie wybudowania w 1960 maszt został najwyższą konstrukcją na świecie i zarazem pierwszą przekraczającą 500 metrów, prześcigając WGME TV Tower w pobliżu Raymond w hrabstwie Cumberland w Maine (496,5 m). W 1962 ten rekord pobiła WTVM/WRBL-TV & WVRK-FM Tower (533 m) w Cussecie w stanie Georgia. 